# Artjoms Rudņevs
Artjoms Rudņevs (Daugavpils, 1988. január 13.) lett labdarúgó, aki 38 alkalommal volt hazája válogatottjának tagja.

## Klubcsapatokban

### Daugava Daugavpils
Először elsőosztályú mérkőzésen gólt 2006 június 13-án lőtt, 18 évesen. A 2006-os szezonban összesen 20 mérkőzésen lépett pályára és négy gólt szerzett, csapata végül az ötödik helyen zárt.
A 2007-es szezonban 19 mérkőzésen lépett pályára, ezeken a találkozókon 7 gólt lőtt. Az FK Riga ellen mérkőzésen duplázott 2007 július 13-án. A bajnokságban újra az 5. helyen végeztek.
A 2008-as szezonban szintén 7 gólt ért el 23 mérkőzésen. Szintén ötödikek lettek a bajnokságban. 
A kupában a bajnok Ventspils csapatát 11-esekkel múlták felül 2008 júniusában. Rudnevs aktív részese volt a sikernek, mivel a Daugava utolsó büntetőjét ő lőtte be.

### ZTE

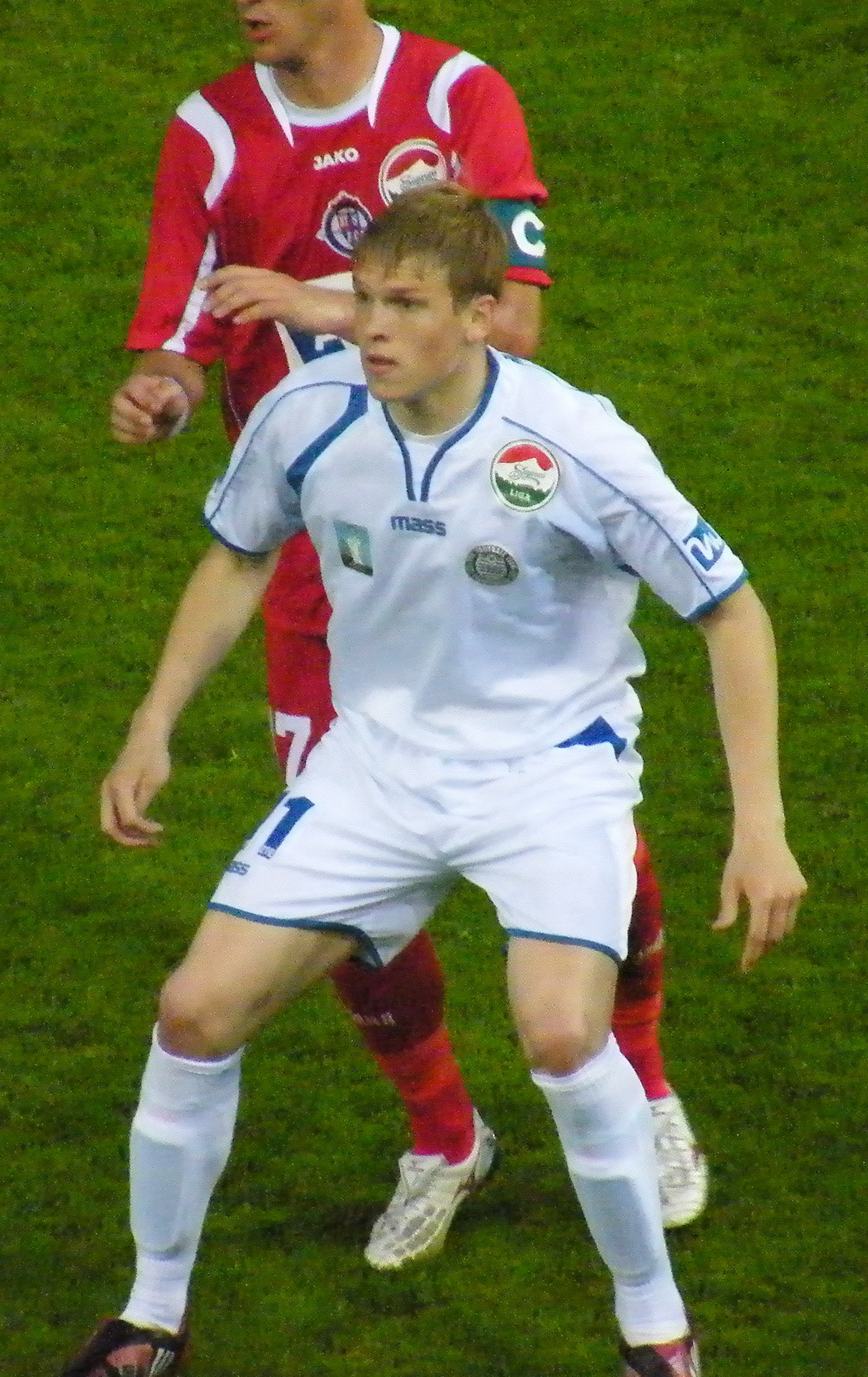
Rudņevs a ZTE színeiben

2009. február 19-én két és fél éves szerződést írt alá a ZTE-vel. Hosszas jogi problémák miatt csak a május 9-ei Nyíregyháza elleni mérkőzésen mutatkozhatott be új csapatában a FIFA-tól kapott ideiglenes játékengedély birtokában.
Első fél szezonjában 4 bajnoki mérkőzésen lépett pályára, ezeken két gólt szerzett. Mindkét gólját a BFC Siófok ellen 5-3-ra megnyert találkozón lőtte 2009. május 23-án.
A 2009-2010-es szezonban távozott a csapattól Waltner Róbert, így Rudnevs lett a ZTE első számú csatára, ennek megfelelően minden őszi mérkőzésen pályára lépett, ezeken kiemelkedő teljesítményt nyújtott, hiszen 11 góljával vezette az egész NB I góllövőlistáját. A Nemzeti Sport téli játékosértékelésekor a legjobb középcsatárnak választotta. A Magyar Kupa küzdelmei során 3 mérkőzésen 2 gólt szerzett, míg a Ligakupában 2 mérkőzésen 1 gólt lőtt. Tavasszal az FTC ellen elszenvedett bokasérülése miatt kevesebb játéklehetőséghez jutott, a bajnokságot 16 góllal zárta. A góllövőlistán a második helyezést szerezte meg a fehérvári Nikolics Nemanja mögött.
A kiemelkedő teljesítményének köszönhetően számos klubnál felmerült a neve, így a német Borussia Dortmundnál és az 1. FC Kölnnél, a ciprusi Omónia Nicosinál, az angol Blackpoolnál és a lengyel Lech Poznańnál. A szezon kezdetéig nem igazolt el, így pályára lépett a KF Tirana elleni hazai Európa-liga selejtezőn, valamint a Kaposvári Rákóczi elleni bajnokin az első fordulóban, utóbbi mérkőzésen két gólt szerzett. Augusztus 4-én bejelentették, hogy négy évre aláírt a legkitartóbb érdeklődést mutató lengyel Lech Poznańhoz, az átigazolási díjat hivatalosan nem hozták nyilvánosságra.

### Lech Poznań

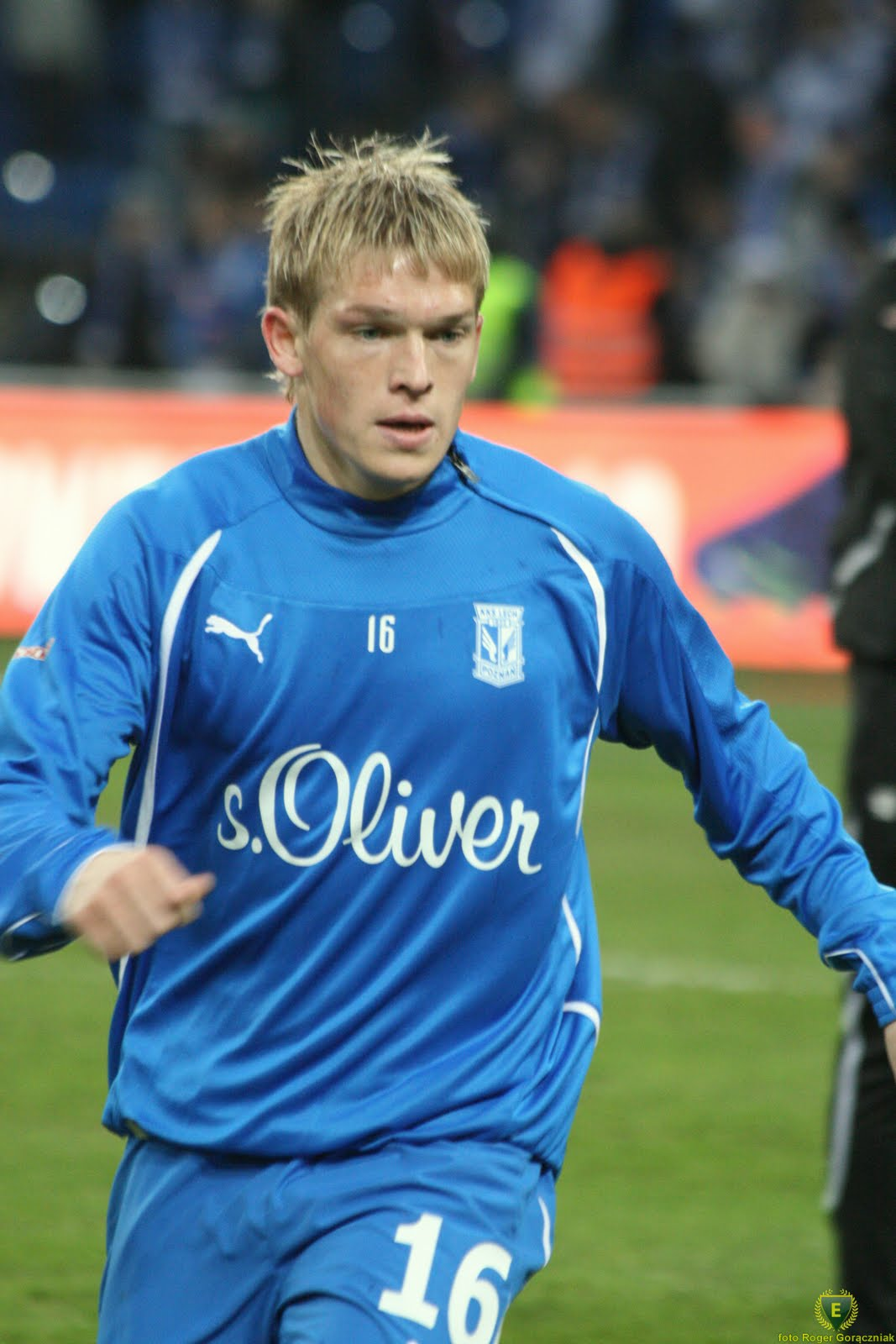
Rudņevs a Lech színeiben

Új csapatában a 16-os mezszámot kapta. Jól sikerült a bemutatkozása, hiszen mind a bajnokságban, mind az Európa-ligában szerzett gólt első fellépésén, utóbbi sorozatban a Juventus ellen mesterhármassal járult hozzá 3–3-as végeredmény kialakulásához.

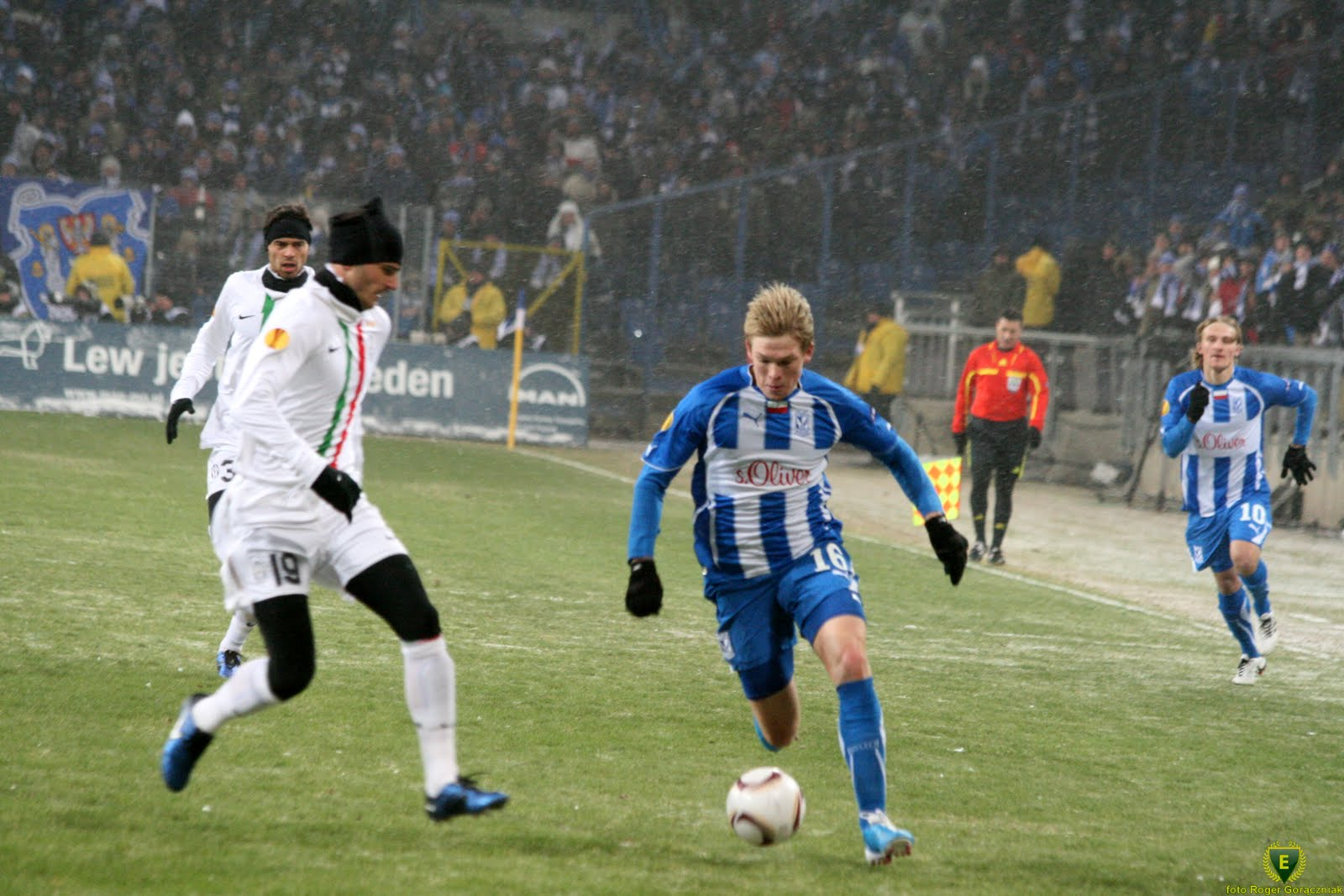
Rudņevs Leonardo Bonuccival harcol a labdáért a Juventus elleni európa-liga mérkőzésen, 2010-2011 szezon

November 10-én Rudņevs briliáns gólt szerzett a Polonia Warszawa elleni 2-2-re végződő mérkőzésen. Három nap múlva ismét gólt szerzett - ezúttal a Lechia Gdańsk elleni 2-0-ra végződő győztes mérkőzésen. Ez volt a hatodik gólja a bajnokságban. Nem sokáig kellett várni a hetedik góljáig a szezonban. A következő bajnoki mérkőzésen - győztes gólt szerzett az 1-0-s győztes mérkőzésen november 20-án a Polonia Bytom ellen. 2011. március 5-én a nyolcadik gólját is megszerezte a Arka Gdynia ellen, a mérkőzést a Lech nyerte 3-0-ra. A bajnokságot 27 mérkőzéssel és 11 góllal zárta, ezzel negyedik lett a góllövőlistán. Az Európa-ligában 5 gólt szerzett, így negyedik helyen végzett a góllövőlistán, megosztva 7 másik játékossal. A 2011-2012-es bajnokságban remek teljesítményt nyújtott a lett csatár, és bár csapata a 4. helyen végzett, ő maga 22 góllal elnyerte a bajnokság gólkirályi címét.

### Hamburger SV
2012. május 11-én a német klub sajtótájékoztatón jelentette be, hogy megegyeztek a lengyel klub csatárával, és ezzel Rudņevs lett az első lett labdarúgó a Bundesligában. Eleinte ugyan csak csereként számítottak a játékára, fokozatosan egyre több lehetőséget kapott, és a szezon során 34 bajnokin kapott lehetőséget, ezeken pedig 12 gólt szerzett. (az elsőt 2012. szeptember 26-án a Borussia Mönchengladbach ellen) A 2014-2014-es idényben formája visszaesett, így kikerült a kezdőcsapatból, míg a szezon tavaszi részére kölcsönadták a Hannover 96-nak.

### 1. FC Köln
Hamburgi szerződésének lejárta után 2016. június 15-én aláírt az 1. FC Köln csapatához. 2017 szeptemberében mindössze 29 évesen családi okokra való hivatkozással bejelentette visszavonulását.

## Válogatottban
Az U-19-es és U-21-es lett válogatottban is pályára lépett több alkalommal.
A felnőtt válogatottban 20 és fél évesen, 2008. november 12-én, az Észtország ellen megrendezett találkozón mutatkozott be, kezdőként. A Tallinnban 2000 néző előtt megrendezett barátságos mérkőzésen 63 percet kapott a bizonyításra. A mérkőzés 1-1-es döntetlennel zárult. Második válogatott mérkőzését 2009. február 11-én, a Cipruson megrendezett négyestornán játszotta, csereként jutott játéklehetőséghez az Örményország elleni találkozón a 62. percben. Harmadik alkalommal 2010. január 22-én játszott a nemzeti csapatban a Dél-Korea ellen 1-0-ra elveszített felkészülési mérkőzésen. 2011. október 7-én az első gólját a 2012-es labdarúgó-Európa-bajnokság selejtezőjében szerezte meg Málta ellen.

## Góljai a lett válogatottban
| #  | Dátum            | Ellenfél | Eredmény | Kiírás       | Esemény |
| -- | ---------------- | -------- | -------- | ------------ | ------- |
| 1. | 2011. október 7. | Málta    | 2 – 0    | Eb-selejtező | 83' 88' |
| 2. | 2016. június 1.  | Litvánia | 2 – 1    | Balti-kupa   | 71' 77' |

## Sikerei, díjai
- Daugava Daugavpils:
  - Lett Kupa-győztes: 2008
- Zalaegerszegi TE:
  - Magyar Kupa-döntős: 2010
- Lech Poznań
  - Lengyel Kupa döntős: 2011
  - Lengyel gólkirály: 2012